# HD 70930
HD 70930，又名CD-48 3734，SAO 219848、HR 3294，是一颗恒星，视星等为4.82，位于銀經264.98，銀緯-6.5，其B1900.0坐标为赤經8h 19m 27s，赤緯-48° -6.5′ 9″。